# (2212) Hephaistos
(2212) Hephaistos (1978 SB) – planetoida z grupy Apollo okrążająca Słońce w ciągu 3,19 lat w średniej odległości 2,17&au. Odkryta 27 września 1978 roku.